# Justinas Marcinkevičius
Justinas Marcinkevičius (ur. 10 marca 1930 w Važatkiemis, zm. 16 lutego 2011 w Wilnie) – litewski poeta, dramaturg. 

## Życiorys
W 1954 r. ukończył studia z filologii litewskiej na Uniwersytecie Wileńskim. W latach 1953–1959 pracował w redakcjach czasopism Genys i Pergalė. W latach 1959–1960 był Sekretarzem Zarządu Związku Pisarzy Litewskiej SRR, w latach 1985–1990 czynny deputowany Rady Najwyższej LSRR, członek Prezydium, w latach 1989–1990 deputowany ludowy ZSRR, w latach 1989–1990 współzałożyciel Komisji ds. Przygotowania Planu Niepodległości Litwy. Brał aktywny udział w działalności Sąjūdisu, mającej na celu przywrócenie niepodległości Litwie (grupa inicjatywna Sąjūdisu w 1988 r., członek Rady Sejmowej Sąjūdisu w latach 1988–89). Członek zwyczajny Litewskiej Akademii Nauk (1990).
Ojciec Ramunė Marcinkevičiūtė (ur. 1957), litewskiej teatrolożki.

## Ordery i odznaczenia
- Krzyż Wielki Orderu Witolda Wielkiego (2003)
- Krzyż Wielki Komandora Orderu Wielkiego Księcia Giedymina (1997)
- Krzyż Komandorski Orderu Wielkiego Księcia Giedymina (1993)
- Krzyż Komandorski z Gwiazdą Orderu Zasługi Rzeczypospolitej Polskiej (1997)[2]

Źródło:.

## Nagrody i wyróżnienia
- Nagroda Państwowa Litewskiej SRR (1957, 1969)
- Nagroda im. Herdera (1998)
- Litewska Nagroda Narodowa (2001)
- Nagroda Zgromadzenia Bałtyckiego (2001)
- Narodowa Nagroda Postępu (2008)
- Nagroda Juozasa Tumasa-Vaižgantasa (2009)
- Nagroda literacka ZAiKS-u dla tłumaczy (2010)[3]
- tytuł Honorowego Obywatela Wilna[4]

Źródło:.

## Publikacje
- Kraujas ir pelenai: herojinė poema. 1960.
- Duoną raikančios rankos: eilėraščiai. 1963.
- Donelaitis: poema. 1964.
- Siena: poema. 1965.
- Mediniai tiltai: eilėraščiai. 1966.
- Liepsnojantis krūmas: eilėraščiai. 1968.
- Mindaugas: drama - poema. 1968.
- Katedra: 10 giesmių drama. 1971.
- Šešios poemos. 1973.
- Mažvydas: giesmė. 1977.
- Gyvenimo švelnus prisiglaudimas: lyrika. 1978.
- Pažinimo medis: poema. 1978.
- Būk ir palaimink: lyrika. 1980.
- Dienoraštis be datų. 1981.
- Raštai. 1982-1983.
- Vienintelė žemė: eilėraščiai. 1984.
- Už gyvus ir mirusius: lyrika. 1988.
- Lopšinė gimtinei ir motinai: eilėraščiai. 1992.
- Prie rugių ir prie ugnies: eilėraščiai. 1992.
- Eilėraščiai iš dienoraščio: poezija. 1993.
- Tekančios upės vienybė: eseistika. 1994.
- Tekančios upės vienybė: eseistika. 2-asis leidimas. 1995.
- Daukantas: draminė apysaka. 1997.
- Žingsnis. 1998.
- Dienoraštis be datų. 2-asis papildytas leidimas. 1999.
- Poezija. 2000.
- Devyni broliai: baladžių poema. 2000.
- Carmina minora: poema. 2000.
- Pažinimo medis: poema. 2-asis leidimas. 2001.
- Dienos drobulė: eilėraščiai. 2002.
- Grybų karas: poema. 2002.
- Voro vestuvės: vaikų, tėvelių ir senelių pamėgta poemėlė. - Vilnius: Vaga, 2002.
- Trilogija ir epilogas. Mindaugas. Mažvydas. Katedra. Daukantas: poetinės dramos ir draminė apysaka. 2005.
- Poemos. 2007.